# اما نه برای من (فیلم)
اما نه برای من (انگلیسی: But Not for Me) فیلمی آمریکایی به کارگردانی والتر لنگ است که در سال ۱۹۵۹ منتشر شد. از بازیگران آن می‌توان به کلارک گیبل، کارول بیکر، لیلی پالمر، لی جی. کاب و توماس گومز اشاره کرد.